# Chiesa di San Rocco (Cava de' Tirreni)
La chiesa di San Rocco è il luogo di culto cattolico  di Cava de' Tirreni.

## Storia
L'edificio di culto fu costruito per volontà dell'amministrazione Comunale di Cava l'11 agosto 1526 in occasione di una pestilenza. Fu eretto poi nel 1528 e dedicato alla Madonna di Costantinopoli, e ai santi Rocco e Sebastiano, i santi protettori degli appestati. Sulla porta fu murata una lapide con questo distico commemorativo: “Proxima dum diri expellis contagia morbi Roche tuas aedes instruit alma Cava”. 
La chiesa necessitò di un primo restauro nel 1610 con la posa dell'altare in marmo offerto dal monsignor Domenico Sorrentino. Nel 1743 fu eseguito un nuovo restauro, sempre a spese dei fedeli. Fu decorata con stucchi interni secondo il gusto dell'epoca e forse, durante questi lavori, furono aggiunti i due altari laterali.

Nel 1857 si costruirono la cantoria, posta sopra il porticato, e l'organo, con le offerte pubbliche. Sull'organo erano state incise le parole: "Fideles obtulerunt MDCCC VII”. Nel 1864 la chiesa fu di nuovo restaurata, a testimonianza sull'arco maggiore fu posta l'epigrafe: "Ecclesia S.Rocho dicata MDCCXLIII, pietate fìdelium restaurata anno Domini MDCCCLXIV".
Dopo il colera del 1911 venne ridipinta e ornata di una balaustra in legno e alla precedente iscrizione fu sostituita la seguente:
"D. Rocho dicata ecclesia collatie fidelium stipe grati animi causa A.D. MCMXI restaurata”.
Alla dotazione dell'altare maggiore provvide il vescovo Niccolò Borgia. Egli vi destinò alcuni beni del seminario, tra i quali la palazzina adiacente alla chiesa, restaurata a spese del seminario. Sorse così una cappellina quotidiana di patronato del seminario. Alla dotazione dell'altare dell'Immacolata provvide la famiglia Adinolfi, che vi acquistò patronato e sepoltura. I medesimi diritti li acquistò la famiglia Armenante, oggi famiglia Guerritore.
Dopo l'incameramento dei beni del seminario, la chiesa di San Rocco fu governata da un rettore di nomina vescovile. Quando fu fondata la parrocchia di Sant'Adiutore, la chiesa di San Rocco ne divenne succursale.
Nel 1901 la congregazione di san Luigi chiese al vescovo di passare l'intitolazione dalla chiesa da san Vito a quella nuova di san Rocco. Ne ebbe facoltà per tre anni, ma con alcune riserve.
Nel 1923 furono eseguiti lavori radicali alla sagrestia e al tetto.
I fedeli del rione Ferrovia, che nutrivano profonda devozione a san Rocco e a santa Rita da Cascia, ivi parimenti venerata, elargirono grosse offerte.
In meno di un mese fu rifatto il pavimento e l'impianto elettrico; furono decorate le pareti con eleganza e sobrietà; furono rimessi a nuovo le suppellettili e tutti gli arredi sacri.

## Descrizione
L'edificio di culto è posto in posizione centrale della parte storica della località campana, e si presenta con la facciata eclettica che si sviluppa su due ordini; in quello inferiore il porticato chiuso da una cancellata precede i tre ingressi. La cancellata fu collocata nel 1865 per volontà dell'amministrazione comunale vedendo che lo sviluppo urbanistico della città stava bloccando l'ingresso della chiesa stessa. La parte superiore ha centrale, un quadrato in marmo con un rosone atto a illuminare l'aula interna e terminante con il tetto a capanna. Il fabbricato si collega a destra con una stradina secondaria, mentre la parte sinistra prosegue con il fabbricato contiguo.
L'unica navata della chiesa non presenta ricche decorazioni se non nell'arco trionfale, nell'endonartece, nelle due arcate degli altari laterali, e nell'arco centinato della cantoria, in travertino alternato alla pietra grigia creando fasce bicromatiche.
Durante la seconda guerra mondiale la chiesa fu colpita in pieno dalle bombe durante le terribili giornate del settembre 1943. Crollò il tetto e l'interno perdette bellezza e decoro.
Dopo anni di attesa furono eseguiti i lavori di ripristino, in un sobrio stile romanico, e la chiesa è tornata a imporsi all'ammirazione dei fedeli.
In fondo all'abside è stata sistemata una suggestiva delicata riproduzione del Crocifisso di Cimabue, quello che è conservato nel museo di Santa Croce in Firenze, opera realizzata dal pittore cavese Matteo Apicella.